# Шелудяков, Андрей Михайлович
Андрей Михайлович Шелудяков (род. 8 августа 1955, Рига) — советский футболист, защитник, российский тренер.

## Карьера

### Игровая
Бо́льшую часть карьеры провёл в иркутской «Звезде», защищая её цвета во Второй лиге в 1977—1982 годах и в 1985—1990 годах. Сыграл 330 матчей, забил 1 мяч. В 1991 году провёл 33 матча во Второй низшей лиге за «Селенгу», после чего завершил карьеру.

### Тренерская
В 1992—1993 годах — тренер «Селенги». В 1994 году был главным тренером этого клуба, носившим название «Кристалл». В 1996 году входил в тренерский штаб «Ангары». В 2000 году — главный тренер любительской команды «Энергис». В 2002—2004 годах входил в тренерский штаб иркутской «Звезды». В 2017—2021 годах — на аналогичной должности в иркутском «Зените», также в сезоне 2016/17 — начальник команды и главный тренер «Зенита-М». В июле 2023 года вошёл в тренерский штаб «Иркутска».

## Достижения
- Серебряный призёр 4-й зоны Второй лиги (2): 1985, 1989
- Бронзовый призёр 4-й зоны Второй лиги: 1982